# Fontegreca
Fontegreca ist eine italienische Gemeinde (comune) mit 749 Einwohnern (Stand 31. Dezember 2023) in der Provinz Caserta in Kampanien. Sie ist Bestandteil der Comunità Montana del Matese. Die Gemeinde liegt etwa 44 Kilometer nordnordwestlich von Caserta.

## Verkehr
Durch die Gemeinde führt die frühere Strada Statale 158 della Valle del Volturno (heute eine Provinzstraße) von Alfedena nach Caiazzo.